# O Helige Trefallighet
O Helige Trefallighet är en av Martin Luthers psalmer översatt till svenska.
Den sjungs till samma melodi som bönepsalmen Beware Gudh i tin Ord och en av de så kallade Anti-Christo-psalmerna (Fortsättningen lyder "Slå nidh Påfwens och Turckens mord".) (nr 295/1695), en melodi som användes till flera av de lutherska psalmtexterna i kampen för den evangelisk-lutherska kyrkan mot katolikerna.

## Publicerad i
- 1695 års psalmbok som nr 349 under rubriken "Morgon- och Afton-Psalmer".
- Luthersk psalmbok nr 713 med inledningsraden O Heliga Treenighet.